# منتخب موريشيوس لاتحاد الرغبي
منتخب موريشيوس لاتحاد الرغبي هو ممثل موريشيوس الرسمي في المنافسات الدولية في اتحاد الرغبي .